# Edwardsiella loveni
Edwardsiella loveni är en nässeldjursart som först beskrevs av Oscar Henrik Carlgren 1893.  Edwardsiella loveni ingår i släktet Edwardsiella, och familjen Edwardsiidae. Enligt den svenska rödlistan är arten akut hotad i Sverige. Arten förekommer i Götaland. Artens livsmiljö är havet.